# Nazarethe Fonseca
Nazarethe Fonseca (1973, São Luís, Maranhão) é uma escritora brasileira.

## Biografia
Nazarethe Fonseca começou a escrever aos quinze anos de idade, estimulada pelas crises de asma que a obrigavam a permanecer acordada à noite, quando se entretinha com filmes e livros de terror que passavam na TV. Desprezou seu primeiro livro, uma trama policial, contudo, voltou a escrever aos vinte e um anos. É autora dos livros da série Alma e Sangue, que inicia com O Despertar do Vampiro e continua com O Império dos Vampiros e Kara e Kmam, O Pacto dos Vampiros e A Rainha dos Vampiros.
Recentemente lançou o primeiro livro de sua nova saga Pandora,Controle Sobrenatural: A Queda.  Publicou também contos em duas coletâneas - Necrópole: Histórias de Bruxaria e Anno Domini.  Atualmente mora em Natal, Rio Grande do Norte.
Desde 2021, vem publicando seus livros diretamente no Kindle, porém modificou seu nome para Nazareth Fonseca (eliminando a letra "e") constante em seus primeiros livros publicados em papel. 

## Livros Publicados
Série - Alma e Sangue
1 - O Despertador do Vampiro (2005, Novo Século e 2009, Aleph)
2 - O Império dos Vampiros (2009, Aleph)
3 - Kara e Kmam (2008, Tarja Editorial e 2010, Aleph)
4 - O Pacto dos Vampiros (2010, Aleph)
5 - A Rainha dos Vampiros (2011, Aleph)
Contos de Alma e Sangue - (2017, Kindle Amazon) inclui os contos A Serviço do Rei, O Senhor dos Lobos, Entre Lobos e Vampiros e o Dia Dos Namorados
Contos de Alma e Sangue - Amor e Poder (2019, Kindle, Amazon)
Série - Pandora Sobrenatural
1 - A Queda (2014, Giz Editorial)
Série - Segredos de Alma e Sangue
1 - A Aprendiz (2020, Kindle, Amazon)
2 - A Guerreira (2020, Kindle, Amazon)
Série - Crônicas de Alma e Sangue
1 - A Rainha Prometida (2019, Kindle, Amazon), também considerado o 6 - livro da Série - Alma e Sangue
Livros Avulsos
Dom Pedro I - O Vampiro (2015, Planeta)
Truques a Meia Noite (disponível em e-book)
Eternamente Só (no prelo, foi disponibilizado no blog - https://nazarethefonseca.wordpress.com/)
O Salvador (2017, no prelo, foi disponibilizado no blog - https://nazarethefonseca.wordpress.com)
Filha da Magia - Predestinada (2020, Kindle, Amazon)
A Cruzadinha Maldita - Contos de Terror - Vol. 1 (2022, Kindle, Amazon)

## Contos Avulsos
O Olho Que Tu Vê (conto - esteve disponível em e-book na Amazon)
A Boca de Ícaro (conto - esteve disponível em e-book na Amazon e 2013, Google Livros)
Olho Por Olho (conto - E-book, 2012, Google Livros)
Miss Dragonfly e A Máquina dos Sonhos (conto - esteve disponível em e-book na Amazon, 2017)

## Participações em Outros Livros
20Necrópole - Histórias de Bruxaria (2008, Alaúde) - conto A Ciranda dos Desejos
Anno Domini (2008, Editora Andross) - conto O Preço da Vingança
Sociedade das Sombras (2011, Editora Estronho) - conto A Escolha - A Morte Por Companhia
Anjos Rebeldes (2011, Universo Editorial) - conto Na Terra Como No Céu
Imaginários - Vol. 4  (2015, Editora Draco, organização de Erick Santos Cardoso) - conto Névoa e Sangue (E-book, 2012, Google Livros)
Meu Amor É Um Vampiro (2008, Draco, organização Eric Novello) - conto O Rosa e O Negro (E-book, 2013, Google Livros)
Depois do Fim - (2014, Draco, organização Eric Novello) - conto A Sociedade Sombria
Vampiros - Coleção Sobrenatural - Vol. 1 (2015, AVEC Editora) - conto Olho Por Olho 
Underworld Of Steampunk (2012, Editora UnderWorld) - conta XYZ 